# Rößberg (Großenbach)
Der Rößberg ist ein 400,5 m ü. NHN hoher Berg in der Rhön. Er liegt in der Milseburger Kuppenrhön bei Großenbach im hessischen Landkreis Fulda.
Auf dem Berg, dessen Gipfelregion künstlich auf die heutige Berghöhe aufgeschüttet wurde, befindet sich der Aussichtspunkt Via Regia.

## Geographie

### Lage
Der Rößberg erhebt sich im Biosphärenreservat Rhön und im Naturpark Hessische Rhön im Stadtgebiet von Hünfeld. Sein Gipfel liegt 2,5 km ostnordöstlich vom Ortskern der Kernstadt, 900 m südlich des Ortsteils Großenbach und 1,3 km nördlich des Ortsteils Molzbach sowie 3,7 km westlich des Nüsttaler Gemeindeteils Haselstein. In Richtung Süden fällt die Landschaft zum in Bergnähe entspringenden Molzbach ab, der in den Haune-Zufluss Nüst mündet, und nach Nordwesten zum Haune-Zufluss Hasel.

### Naturräumliche Zuordnung
Der Rößberg gehört in der naturräumlichen Haupteinheitengruppe Osthessisches Bergland (Nr. 35) und in der Haupteinheit Vorder- und Kuppenrhön (353) zur Untereinheit Milseburger Kuppenrhön (353.21). Die Landschaft fällt nach Westen in das Hünfelder Becken (355.311) ab, einem Teil des Naturraums Haunetal (355.31), der in der Haupteinheit Fulda-Haune-Tafelland (355) zur Untereinheit Haune-Hochflächen (355.3) zählt.

## Landschaftsschutzgebiet
Bis auf die Gipfelregion des Rößbergs reichen Teile des Naturschutzgebiets Weinberg bei Hünfeld (CDDA-Nr. 319302; 2000 ausgewiesen; 81,97 ha groß), des Fauna-Flora-Habitat-Gebiets Vorderrhön (FFH-Nr. 5325-305; 36,904 km²) und des Vogelschutzgebiets Hessische Rhön (VSG-Nr. 5425-401; 360,8013 km²). Bis auf seinen Südhang ziehen sich Teile des Landschaftsschutzgebiets Hessische Rhön (CDDA-Nr. 378477; 1967; 410,1096 km²).

## Gipfelregion
Die heutige Gipfelregion des Rößbergs entstand von 2013 bis 2014 durch eine künstliche Erdaufschüttung. Nur aufgrund der Errichtung des Aussichtspunkts Via Regia durfte dort unbelastete Erde aufgeschüttet werden, und durch die Deponiegebühren, welche die Stadt für die Erdaufschüttung bekam, ist das Aussichtsbauwerk mehr als refinanziert.
Bis an die Gipfelregion heran reicht ein ehemaliger Steinbruch.

## Aussichtspunkt Via Regia

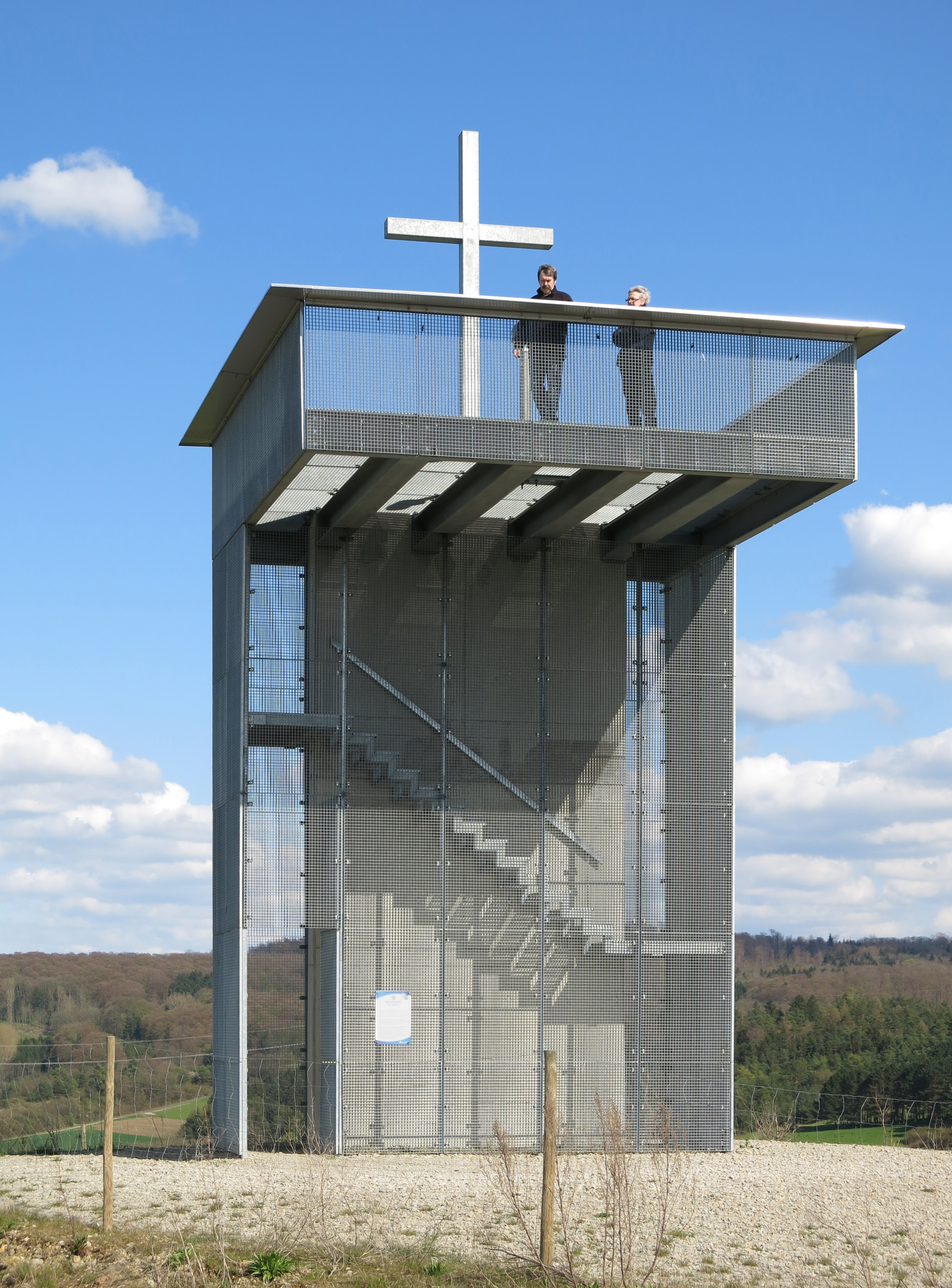
Aussichtspunkt Via Regia

Auf dem Rößberg befindet sich der Aussichtspunkt Via Regia, der am 16. März 2014 eingeweiht wurde. Sein 7,5 m hoher Aussichtsturm ist eine Metall- und Stahlbetonkonstruktion, auf der ein 3,5 m hohes Kreuz steht. Ihr Name bezieht sich auf die frühere Handelsstraße Via Regia, die ursprünglich von Frankfurt am Main durch die Hünfelder Region nach Breslau verlief. Von der 25 m² großen Aussichtsplattform fällt der Blick unter anderem zu Teilen der Hochrhön mit der Dammersfeldkuppe im Südsüdosten, zum Hessischen Kegelspiel im Nordosten und auf die Region zwischen Fulda, Hünfeld und Rasdorf, durch die einst ein Abschnitt der Via Regia führte.

## Verkehr und Wandern
Südwestlich und südlich vorbei am Rößberg verläuft von Hünfeld durch Molzbach nach Mackenzell die Kreisstraße 121 und nordwestlich im Haseltal zwischen Hünfeld und Großenbach die K 122. Zwischen der Gipfelregion und Molzbach verläuft in seinem Abschnitt Haselstein–Hünfel der Europäische Fernwanderweg E6.